# George Wood (Schauspieler)
George Wood (* 31. Dezember 1919 in Forrest City, Arkansas; † 24. Juli 2000 in Macon, Georgia) war ein US-amerikanischer Schauspieler.

## Leben
George Wood studierte an der Yale School of Drama, musste sein Studium aber wegen des Zweiten Weltkrieges unterbrechen und schrieb, produzierte und spielte Armeeaufführungen in London. Seine Ausbildung beendete er anschließend an der Carnegie Mellon University. Es arbeitete zunächst vor allem im Kabarett und Musical-Fach und schrieb unter anderem die Musicals „The King and the Duke“, „F. Jasmine Addams“ und „Scarecrow Richard“, bevor er Charakterdarsteller wurde. An verschiedenen großen Bühnen spielte er Theaterklassiker, etwa die Titelrolle in Shakespeares Julius Cesar im Balboa Park und auch am Old Globe Theatre in San Diego.
Als Film- und Fernsehschauspieler war Wood nur gelegentlich aktiv, dabei ließ er sich auch häufiger unter der Abkürzung G. Wood im Abspann erwähnen. Er stand mehrmals für Regisseur Robert Altman vor der Kamera, etwa bei der Komödie Nur Fliegen ist schöner von 1970. Im selben Jahr spielte Wood ebenfalls in Altmans Film „MASH“ den Brigadegeneral Charlie Hammond, ein Part, den er später auch in einigen Folgen der Fernsehserie übernahm. Damit war Wood neben Timothy Brown und Gary Burghoff der einzige Darsteller, der sowohl in Altmans Film als auch in der Serie eine Rolle hatte. Zu Woods weiteren Kinofilmen zählen Harold und Maude (1971) von Hal Ashby; Klauen wir gleich die ganze Bank (1974) von Gower Champion; sowie Der Wolf hetzt die Meute (1984) von Richard Tuggle.
George Wood starb 2000 im Alter von 80 Jahren an Herzversagen.

## Filmografie
- 1957: On Borrowed Time (Fernsehfilm)
- 1970: MASH
- 1970: Nur Fliegen ist schöner (Brewster McCloud)
- 1971: Harold und Maude (Harold and Maude)
- 1972: Das Glashaus (The Glass House; Fernsehfilm)
- 1972: Love, American Style (Fernsehserie, 1 Folge)
- 1972: M*A*S*H (Fernsehserie, 3 Folgen)
- 1974: Klauen wir gleich die ganze Bank (The Bank Shot)
- 1974: It Couldn’t Happen to a Nicer Guy (Fernsehfilm)
- 1976: Holmes & Yoyo (Fernsehserie, 1 Folge)
- 1983: American Playhouse (Fernsehserie, 1 Folge)
- 1984: Der Wolf hetzt die Meute (Tightrope)
- 1989: Vom Gesetz entwürdigt (False Witness; Fernsehfilm)